# Sovjet-aanval op Polen
De Sovjet-aanval op Polen vond plaats op 17 september 1939 en volgde op de Duitse inval in Polen van 1 september 1939. De Sovjet-aanval was een uitvloeisel van het kort tevoren gesloten Molotov-Ribbentroppact, waarbij nazi-Duitsland en de Sovjet-Unie hun invloedssferen in Oost-Europa hadden afgestemd.

## Voorgeschiedenis
Na de Russische nederlaag in de Eerste Wereldoorlog had Polen zich onafhankelijk verklaard van Rusland (en Duitsland en Oostenrijk-Hongarije). Polen raakte in het oosten onmiddellijk in een oorlog betrokken waarbij het grote delen van Oekraïne bezette. Omgekeerd bezette het Rode Leger grote delen van Polen. Met de Vrede van Riga van 1921 kwam de oostgrens van Polen tot stand. Deze oostgrens lag oostelijk van de Curzonlijn die in 1918 als Poolse oostgrens was bepaald. In de jaren twintig normaliseerden de betrekkingen tussen Polen en de Sovjet-Unie.
In 1939 kwam het echter tot een toenadering tussen Hitler en Stalin die uitmondde in het Molotov-Ribbentroppact van 23 augustus 1939. Gedekt door dit pact startte nazi-Duitsland nog geen tien dagen later de aanval op Polen.

## Bevolking
In de gebieden die volgens het Molotov-Ribbentroppact aan de Sovjet-Unie kwamen woonden in 1939 13,299 miljoen mensen, waaronder 5,274 miljoen Polen (39,7%) en 1,109 miljoen Joden (8,3%). De overige 6,916 miljoen inwoners (52%) waren grotendeels Oekraïners en Wit-Russen, maar ook Russen, Litouwers, Tsjechen, Duitsers en andere minderheden. In de meeste steden, zoals Białystok, Wilno en Lemberg, vormden de Polen de meerderheid.

## De aanval
Na de Duitse aanval begonnen ook de Sovjet-strijdkrachten met de voorbereiding op de aanval. Deze liet echter enige tijd op zich wachten. In Moskou kreeg de Poolse ambassadeur van de Sovjet-minister van Buitenlandse zaken Molotov een notitie overhandigd waarin alle bestaande verdragen met Polen werden opgezegd in verband met het verdwijnen van de Poolse staat. Enige uren later begon de Sovjet-aanval.
Bij de aanval werden ca. 620.000 soldaten met circa 4700 tanks en 3300 vliegtuigen ingezet (dus met een grotere inzet dan de Duitsers), terwijl de Poolse troepen in het midden en westen van Polen in gevecht waren met de Duitsers. In het noorden werden Wilno, Grodno en Brest-Litovsk tussen 20 en 22 september veroverd en Suwałki op 24 september. In het zuiden werd Lemberg op 19 september en Lublin op 28 september veroverd. De laatste gevechten vonden in oktober 1939 plaats.
Op 22 september 1939 vond in Brest-Litovsk de gemeenschappelijke Duits-Russische overwinningsparade plaats.

## Verliezen
In gevechten met het Rode Leger verloren tussen 6000 en 7000 Poolse soldaten het leven. Rond de 230.000 soldaten werden gevangengenomen. De ruim 9000 gevangengenomen Poolse officieren verdwenen grotendeels in de Sovjet-Unie. Ongeveer 4000 van hen werden in 1943 vermoord teruggevonden in Katyn.

## Deportaties
Net als de Duitsers zagen ook de Sovjets een groot gevaar in de Poolse intelligentsia. De bevolking van Oost-Polen werd vanaf 1939 beschouwd als Sovjet-burger. Om potentieel verzet de kop in te drukken werden meer dan 1 miljoen Polen, waaronder bijna de complete bovenlaag van de Poolse bevolking, verbannen; deels werden ze vervolgens in massaslachtingen vermoord, bijvoorbeeld tienduizenden in het Bloedbad van Katyn in 1940. Ook werden ongeveer 250.000 van hen tot dwangarbeid in Siberië veroordeeld, waaronder de latere Israëlische premier Menachem Begin.
De Pool Gustaw Herling-Grudziński, in maart 1940 door de Sovjets naar een werkkamp (goelag) gedeporteerd, schreef in de jaren vijftig een boek over zijn ervaringen, waardoor het Westen voor het eerst kennis maakte met de realiteit van de goelag: de Russische straf- en werkkampen.

## Westelijke geallieerden
Hoewel de Duitse inval in Polen aanleiding was voor Groot-Brittannië en Frankrijk om Duitsland de oorlog te verklaren, bleef een soortgelijke reactie richting Sovjet-Unie uit. Voor Duitsland en de Sovjet-Unie had het Molotov-Ribbentroppact zijn waarde bewezen. Duitsland had nu rugdekking om in mei 1940 Frankrijk aan te vallen en de Sovjet-Unie viel in juni 1940 de Baltische staten binnen.

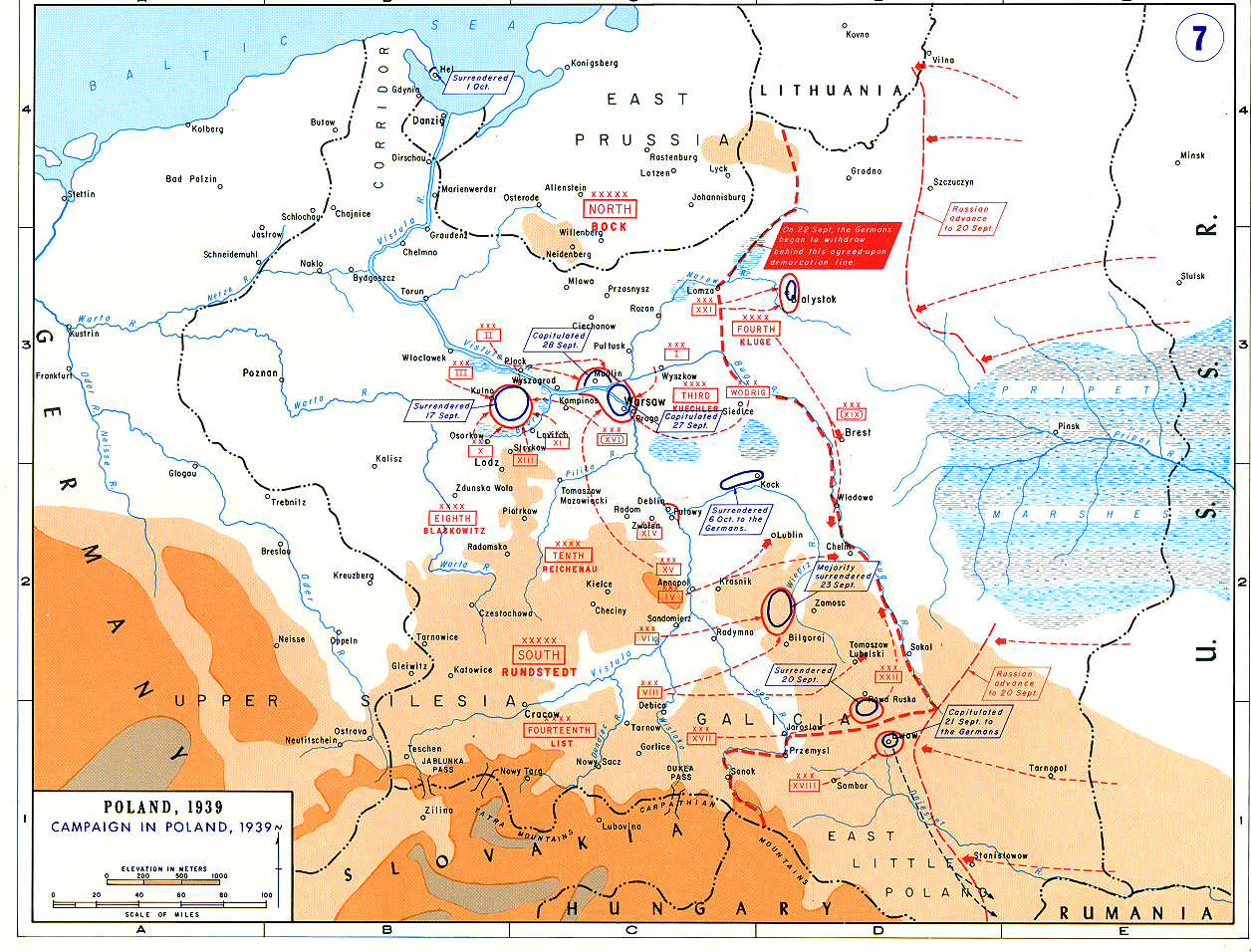
Poolse front na 14 september 1939.
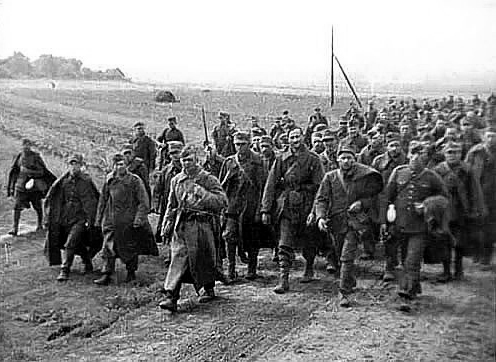
Poolse krijgsgevangenen
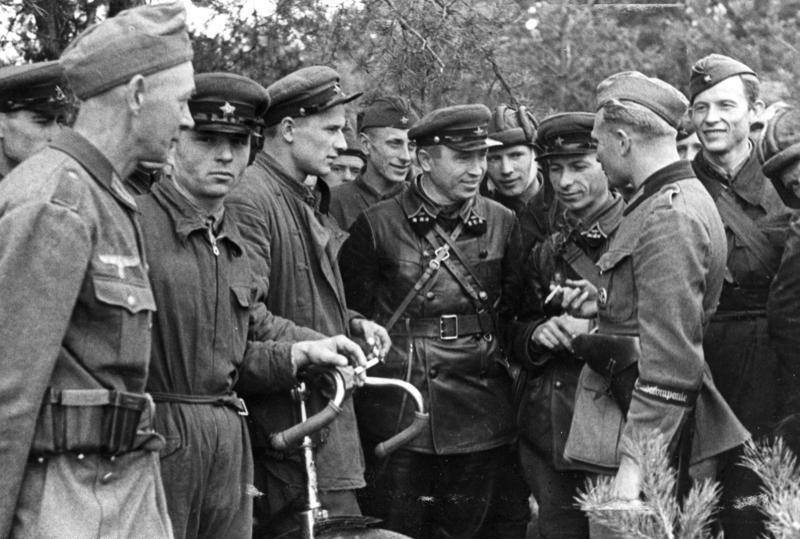
Ontmoeting van Duitse en Sovjet-soldaten in Brest-Litovsk